# Raphiglossa eumenoides
Raphiglossa eumenoides — вид одиночных ос семейства Vespidae.

## Распространение
Закавказье, Турция, Балканский полуостров (Албания, Греция), Ливан.

## Описание
Пунктировка 2-го тергита более мелкая и редкая, чем 1-го. Длина 14-17 мм. Гнезда в полых стеблях растений. Охотятся на личинок жуков. 

## Классификация
Является типовым видов рода.
- Raphiglossa eumenoides S.Saunders, 1850
  - Raphiglossa eumenoides caucasica Giordani Soika, 1970